# 대한민국의 국회 위원회 위원장
국회 위원회 위원장(國會 委員會 委員長)은 국회 상임위원회와 특별위원회의 위원장을 대표하는 직위이다.

## 역할
- (국회법 제41조 제2항) 상임위원회 위원장은 선임된 상임위원회 위원 중에서 임시의장 선거[1]의 예에 준하여 국회 본회의에서 선거한다.
- (극회법 제45조 제4항) 특별위원회 위원장은 선임된 특별위원회 위원 중에서 임시의장 선거의 예에 준하여 국회 본회의에서 선거한다.
- (국회법 제49조 제1항) 위원장은 위원회를 대표하고 의사를 정리하며, 질서를 유지하고 사무를 감독한다.

## 현임

### 상임위원회
| 상임위원회                     | 위원장                | 간사                                    | 위원 구성     | 위원 구성 | 위원 구성   | 위원 구성 | 비고        |
| 상임위원회                     | 위원장                | 간사                                    | 더불어 민주당 | 국민 의힘 | 비교섭 단체 | 위원 정수 | 비고        |
| ------------------------------ | --------------------- | --------------------------------------- | ------------- | --------- | ----------- | --------- | ----------- |
| 국회운영위원회                 | 김태년 (더불어민주당) | 김영진 (더불어민주당) 김성원 (국민의힘) | 16            | 10        | 2           | 28        | 겸임 상임위 |
| 법제사법위원회                 | 윤호중 (더불어민주당) | 백혜련 (더불어민주당) 김도읍 (국민의힘) | 11            | 6         | 1           | 18        |             |
| 정무위원회                     | 윤관석 (더불어민주당) | 김병욱 (더불어민주당) 성일종 (국민의힘) | 14            | 8         | 2           | 24        |             |
| 기획재정위원회                 | 윤후덕 (더불어민주당) | 고용진 (더불어민주당) 류성걸 (국민의힘) | 15            | 9         | 2           | 26        |             |
| 교육위원회                     | 유기홍 (더불어민주당) | 박찬대 (더불어민주당) 곽상도 (국민의힘) | 9             | 6         | 1           | 16        |             |
| 과학기술정보방송통신위원회     | 이원욱 (더불어민주당) | 조승래 (더불어민주당) 박성중 (국민의힘) | 12            | 7         | 1           | 20        |             |
| 외교통일위원회                 | 송영길 (더불어민주당) | 김영호 (더불어민주당) 김석기 (국민의힘) | 11            | 7         | 3           | 21        |             |
| 국방위원회                     | 민홍철 (더불어민주당) | 황희 (더불어민주당) 한기호 (국민의힘)   | 10            | 6         | 1           | 17        |             |
| 행정안전위원회                 | 서영교 (더불어민주당) | 한병도 (더불어민주당) 박완수 (국민의힘) | 13            | 8         | 1           | 22        |             |
| 문화체육관광위원회             | 도종환 (더불어민주당) | 박정 (더불어민주당) 이달곤 (국민의힘)   | 8             | 6         | 2           | 16        |             |
| 농림축산식품해양수산위원회     | 이개호 (더불어민주당) | 서삼석 (더불어민주당) 이만희 (국민의힘) | 11            | 8         | 0           | 19        |             |
| 산업통상자원중상벤처기업위원회 | 이학영 (더불어민주당) | 송갑석 (더불어민주당) 이철규 (국민의힘) | 18            | 10        | 2           | 30        |             |
| 보건복지위원회                 | 김민석 (더불어민주당) | 김성주 (더불어민주당) 강기윤 (국민의힘) | 15            | 6         | 3           | 24        |             |
| 환경노동위원회                 | 송옥주 (더불어민주당) | 안호영 (더불어민주당) 임이자 (국민의힘) | 9             | 5         | 2           | 16        |             |
| 국토교통위원회                 | 진선미 (더불어민주당) | 조응천 (더불어민주당) 이헌승 (국민의힘) | 18            | 10        | 2           | 30        |             |
| 정보위원회                     | 김경협 (더불어민주당) | 김병기 (더불어민주당) 하태경 (국민의힘) | 8             | 4         | 0           | 12        | 겸임 상임위 |
| 여성가족위원회                 | 정춘숙 (더불어민주당) | 권인숙 (더불어민주당) 김정재 (국민의힘) | 10            | 6         | 1           | 17        | 겸임 상임위 |